# El Toro, Valencia
El Toro är en ort i Spanien.   Den ligger i provinsen Província de Castelló och regionen Valencia, i den östra delen av landet, 260 km öster om huvudstaden Madrid. El Toro ligger 1 031 meter över havet och antalet invånare är 294.
Terrängen runt El Toro är kuperad åt sydväst, men åt nordost är den platt. Terrängen runt El Toro sluttar österut. Runt El Toro är det mycket glesbefolkat, med 5 invånare per kvadratkilometer. Närmaste större samhälle är Viver, 14,7 km sydost om El Toro. 